# Metatarso
Il metatarso (meta+tarsos = dopo tarso, graticcio) è una parte dello scheletro del piede consistente di cinque ossa lunghe e sottili disposte parallelamente.
È l'analogo del metacarpo della mano.

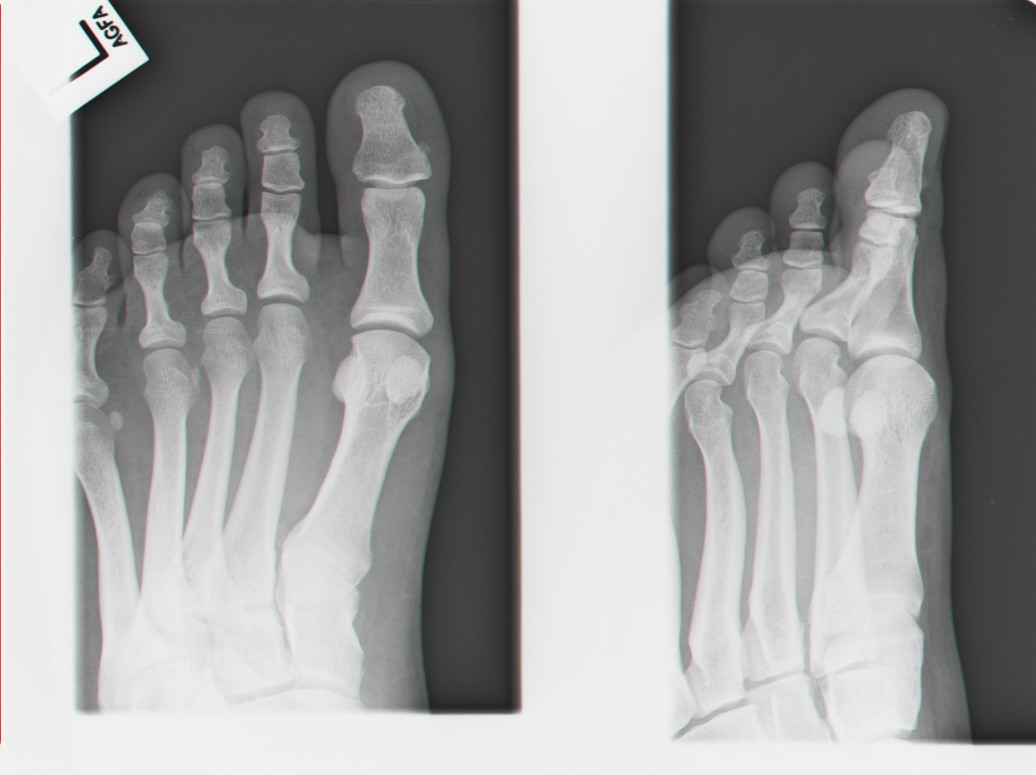
Immagine delle ossa metatarsali e le falangi ai raggi X

## Anatomia
Le ossa metatarsali sono cinque ossa lunghe che costituiscono assieme alle falangi la metà distale del piede. Ognuna si articola mediante la propria testa con una falange prossimale e con la propria base ad un osso cuneiforme, o all'osso cuboide. Tutte le ossa metatarsali hanno forma prismatica, possiedono diafisi allungate, convesse nella parte dorsale e concave nella parte plantare. Le epifisi distali, dette teste, sono convesse sulla loro superficie dorsale e plantare ma piatte su quelle mediale e laterale. Quando articolate sono tutte leggermente inclinate lateralmente rispetto all'asse longitudinale del piede. Le epifisi prossimali, chiamate basi, si adeguano nella forma alle articolazioni con le ossa tarsali e alle metatarsali adiacenti, mentre invece a livello delle teste queste ossa, divergenti, non si contattano.
- Il primo osso metatarsale è il più voluminoso ma anche il più corto, possiede una diafisi di forma prismatica. Presso l'epifisi prossimale si articola, mediante una faccetta incisa sui margini mediale e laterale, con il primo osso cuneiforme. Lateralmente a questa può essere presente un'altra faccetta articolare più piccola o un'area liscia che gli permette di articolarsi anche con il secondo osso metatarsale. La testa è più voluminosa della base e presenta una faccetta articolare che la connette con la prima falange. Sulla superficie plantare è presente un'ulteriore faccetta divisa da una cresta in due aree dove si inseriscono le due ossa sesamoidi dell'alluce. Sulla faccia laterale del primo osso metatarsale si inserisce il primo muscolo interosseo dorsale, all'incirca dall'epifisi prossimale per tutta la prima metà della diafisi. Sulla superficie plantare, sulla base e medialmente, si inserisce un fascio del tendine del tibiale anteriore, lateralmente invece uno del peroneo lungo; sulle due ossa sesamoidi si inserisce il muscolo flessore dell'alluce. È vascolarizzato dalla prima arteria dorsale metatarsale e dalla corrispondente plantare, ma anche da un ramo dell'arteria plantare mediale, mentre è innervato dal nervo peroneo profondo e dal nervo plantare mediale.
- Il secondo osso metatarsale è il più lungo della sua famiglia, ma spesso è anche il più sottile. Presso la sua base vi sono quattro faccette articolari, rispettivamente una posteriore di forma triangolare e concava, che si articola con il secondo osso cuneiforme, una supero-mediale che si articola con il primo osso cuneiforme, due laterali, divise da una cresta, a loro volta suddivise da un'ulteriore cresta in due semifaccette che si articolano postero-lateralmente con il secondo cuneiforme e lateralmente con il terzo osso metatarsale. Non sempre le due faccette sono ulteriormente suddivise. La faccetta articolare dell'epifisi distale è di forma ovale e si articola con la seconda falange. Sulla diafisi di quest'osso si inserisce medialmente il primo muscolo interosseo dorsale e plantare, lateralmente il secondo muscolo interosseo dorsale e plantare, sulla superficie plantare presso la base il capo obliquo dell'adduttore dell'alluce ed infine, poco al di sotto di esso, un fascio del tibiale posteriore. La vascolarizzazione e l'innervazione sono è simili a quelle del primo osso metatarsale, così come al terzo e quarto.
- Il terzo osso metatarsale è spesso il più corto e talvolta il più sottile, con una diafisi di forma simile a quella del secondo metatarsale, ma una base triangolare e piatta. Questa possiede quattro faccette, una si articola posteriormente con il terzo osso cuneiforme, due supero-medialmente e infero-medialmente con il secondo metatarsale, e una lateralmente con il quarto metatarsale. Distalmente si articola con una faccetta alla terza falange. Sulla superficie mediale della diafisi si inserisce il secondo muscolo interosseo dorsale e plantare, su quella laterale il terzo muscolo interosseo dorsale e plantare. Sulla base si inseriscono il capo obliquo dell'adduttore dell'alluce e un fascio del tibiale posteriore. È innervato dal nervo plantare laterale invece che dal plantare mediale, ma sempre dal peroneo profondo come nelle ossa precedenti.
- Il quarto osso metatarsale possiede una base triangolare con tre faccette articolari, una posteriore quadrilatera piatta con l'osso cuboide, medialmente una ovale per il terzo osso metatarsale, lateralmente una per il quinto osso metatarsale. Distalmente si articola con una faccetta ovale con la quarta falange. Sulla diafisi si inserisce medialmente il terzo muscolo interosseo dorsale e plantare, lateralmente il quarto muscolo interosseo dorsale e plantare. Sulla superficie plantare, presso la base, si inseriscono il capo obliquo del muscolo adduttore dell'alluce e un capo del muscolo tibiale posteriore. L'innervazione è simile a quella del terzo metatarsale.
- Il quinto osso metatarsale possiede la base più voluminosa di tutte le metatarsali eccetto la prima, essa è di forma triangolare, con un'ampia superficie articolare se proporzionata a quelle delle altre metatarsali. Si articola postero-medialmente mediante una faccia triangolare con l'osso cuboide, con un'altra a forma di goccia più mediale al quarto metatarsale. La base presenta inferiormente una tuberosità che può essere palpata sul margine laterale del piede e spesso è visibile. Sul margine mediale della diafisi si inserisce il quarto muscolo interosseo, mentre su quello superiore in prossimità della base e della prima porzione della diafisi il muscolo peroneo terzo. Sulla tuberosità si inserisce il muscolo peroneo breve nonché, sul margine infero-laterale della superficie plantare il muscolo abduttore del quinto dito e poco più lateralmente, sul margine laterale, il muscolo opponente del quinto dito. Sulla base, sempre presso la superficie plantare, è inserito il muscolo flessore del quinto dito, la cui inserzione però prosegue posteriormente anche sul cuboide e medialmente ad esso un capo del tibiale posteriore. Oltre ad essere innervato dal nervo peroneo superficiale e dal plantare laterale, lo è anche da rami del nervo surale.